# Guillaume-Hugues d'Estaing
Guillaume d'Estaing (Étain, 1400 circa – Roma, 28 ottobre 1455) è stato un cardinale e vescovo francese.

## Biografia
Dottore in utroque iure, entrò nell'ordine di San Benedetto e fu arcidiacono di Verdun e poi di Metz.
Partecipò al concilio di Basilea dove fu uno degli elettori dell'antipapa Felice V. Questi lo nominò a Ginevra pseudocardinale il 6 aprile 1444 con il titolo cardinalizio di San Marcello. Ma egli non accettò la nomina e aderì all'obbedienza romana. Fu creato cardinale nel concistoro del 19 dicembre 1449 da papa Niccolò V, che gli assegnò il titolo cardinalizio di Santa Sabina.
Venne nominato vescovo di Sion il 1º marzo 1451. Tuttavia il capitolo della cattedrale di Sion gli preferì Henri Asperlin; si venne a creare una situazione confusa, e alla fine d'Estaing rassegnò le sue dimissioni dalla sede nel 1453. Fu Camerlengo del Sacro Collegio da novembre 1452 al 5 novembre 1453. Nominato vescovo di Fréjus il 17 giugno 1453, occupò la sede fino alla sua morte. Ha partecipato al conclave del 1455, che elesse papa Callisto III.
È morto a Roma il 28 ottobre 1455 ed è stato sepolto nella basilica di Santa Sabina.